# La Isleta (Alicante)
La Isleta es una glorieta situada en el barrio de la Albufereta, en la ciudad española de Alicante. Desde 1968, la glorieta albergaba una cafetería de gran interés arquitectónico. En 2007, debido a su estado de abandono, la entonces concejala de urbanismo de la ciudad, Sonia Castedo, ordenó su polémico derribo. En su lugar, se construyó una fuente en la que se colocó la escultura cinética de Eusebio Sempere La Pirámide.

## Historia
Desde 1968, la glorieta alojaba una cafetería proyectada por el arquitecto Julio Ruiz Olmos. El pequeño edificio se caracterizaba por su racionalismo estructural, sus grandes voladizos y sus espacios diáfanos, con claras referencias a la arquitectura de Mies Van der Rohe. El 30 de julio de 2007, la entonces concejala de urbanismo de Alicante, Sonia Castedo, ordenó su derribo por procedimiento de urgencia debido a su deterioro por la falta de uso. Instituciones como el Colegio de Arquitectos de Alicante, la Consejería de Cultura de la Generalidad Valenciana o la Fundación DoCoMoMo Ibérico se posicionaron a favor de su conservación. En repetidas ocasiones exigieron su rehabilitación y uso público, pues consideraban que se trataba de un conjunto de gran interés arquitectónico. El 27 de agosto de 2007, por la noche, se inició la demolición del inmueble. En su lugar se instalaron una fuente y la escultura de Eusebio Sempere La Pirámide. El importe de la obra fue de 526 258 euros. La rotonda fue inaugurada el 8 de octubre de 2008.

## Descripción

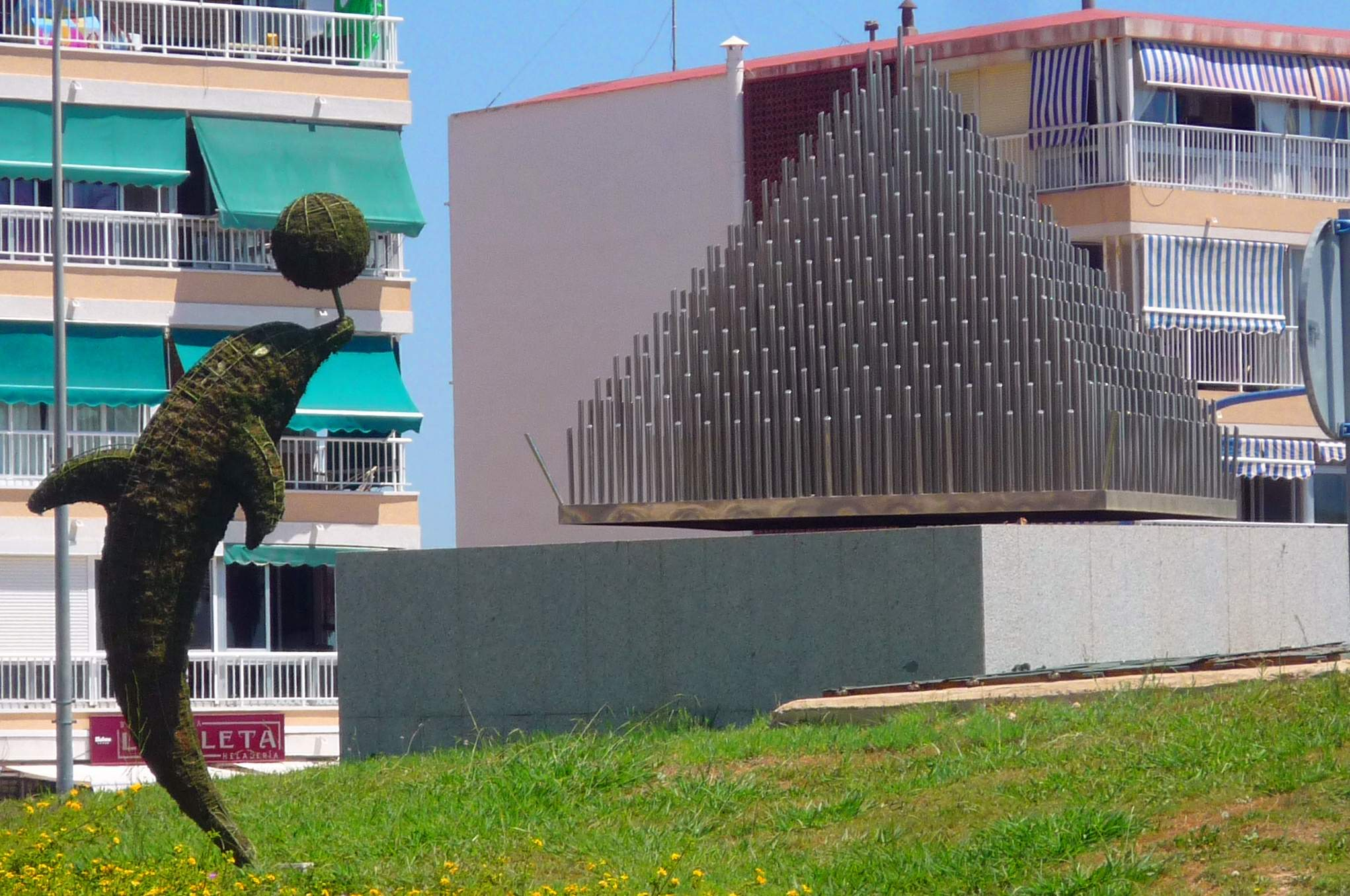
Detalle de La Pirámide y el delfín herbáceo

La glorieta de la Isleta se sitúa frente al mar, en la confluencia de las avenidas de Villajoyosa, Condomina y Albufereta. Frente a ella se encuentra la parada de la Isleta del TRAM Metropolitano de Alicante. Se trata de una glorieta de gran tránsito, por la que circulan al día del orden de 50 000 vehículos. La parcela de la glorieta tiene forma elíptica, cuyos ejes mayor y menor tienen una longitud de 32 y 28 metros.
El área está dividida en dos zonas bien diferenciadas: la zona sur, con 16 surtidores de agua a ras de suelo, y la zona norte, ligeramente elevada, donde se sitúa la escultura. Un muro parabólico revestido de granito separa las dos zonas. En la parte superior del muro hay 160 surtidores que crean una cortina de agua.

### La Pirámide
La escultura La Pirámide, de Eusebio Sempere, es una pieza de 3 × 3 × 3 m y 1400 kg. Fue realizada en 1993 sobre un boceto original de 1968. Está formada por 685 varillas de acero cromado de diferentes longitudes que forman una pirámide cuadrada. La escultura se sitúa sobre una base con un motor que la hace girar, produciendo con la rotación efectos ópticos y reflejos. Existe otro ejemplar de esta escultura en el jardín de la Escuela Técnica Superior de Arquitectura de la Universidad Politécnica de Valencia.

### Delfín herbáceo
En diciembre de 2009, la ya alcaldesa Sonia Castedo promovió la campaña de embellecimiento urbano "Guapa, guapa, guapa". Este plan contempló la instalación de esculturas vegetales de animales, traídas desde los Países Bajos, en diferentes rotondas y parques de Alicante. Un delfín de esta colección se colocó en la Isleta, junto a la escultura de Sempere. La inversión total aproximada de la campaña fue de 50 000 euros. En la actualidad el delfín se encuentra en mal estado y con el armazón metálico visible.